# Nocturnal Projections
Nocturnal Projections furono un gruppo musicale post-punk di New Plymouth, in Nuova Zelanda, attivo dal 1981 al 1983. Venne fondato dai fratelli Peter e Graeme Jefferies e, nonostante la breve vita e la limitata produzione, divenne una delle esperienze musicali fondamentali del periodo.

## Storia
I due fratelli Peter e Graeme Jefferies, prima di fondare il gruppo con Brett Jones e Gordon Rutherford, avevano già suonato insieme in una serie di gruppi punk, come ad esempio i Plastic Bags, nessuno dei quali arrivò mai a pubblicare qualcosa, ma alcune delle composizioni di questo primo periodo, incluso "Walk in a Straight Line", sarebbero poi state registrate dal nuovo gruppo. La prima pubblicazione fu una audiocassetta autoprodotta nel 1981, Things that Go Bunt in the Night, che venne registrata direttamente su cassetta e pubblicata in quantità estremamente limitate, forse un centinaio. Lo stesso anno ne venne prodotta una seconda, November 1981.
Nell'aprile 1982 registrarono in uno studio professionale due brani che pubblicarono come singolo 45 giri che auto produssero e che distribuirono a giugno 1982; lo stesso mese registrarono altri 5 brani che vennero incisi su un EP a 12 pollici, Another Year pubblicato da una etichetta di Auckland, Hit Singles, e che raggiunse la posizione n. 44 nella classifica di novembre. Tennero anche una serie di concerti in Nuova Zelanda facendo anche da gruppo di supporto per The Fall e New Order. L'anno successivo tennero altri concerti in Nuova Zelanda e poi il gruppo si sciolse; a giugno, venne pubblicato sempre dalla Hit Singles un altro EP, Nocturnal Projections. Di quest'ultima produzione Peter Jefferies si disse poi non contento per il suono che ritenne troppo prodotto.
Due tracce di questo periodo, registrate dal vivo, sarebbero poi state pubblicate in alcune compilation ("Words Fail Me" nella compilation del 1986 Biding Our Time e "Walk in a Straight Line" in Xpressway Pile-Up del 1990); l'etichetta britannica Raffmond pubblicò nel 1995 una compilation di singoli, brani dal vivo e altro, Nerve Ends in Powerlines mentre i brani presenti nelle prime due cassette del 1981 e del 1982, sono stati pubblicati in compilation con altri gruppi punk in Nuova Zelanda come ad esempio Hate Your Neighbors del 1997 e Move to Riot del 2002. Una raccolta di tutti i singoli venne pubblicata nel 2018 dalla Dais Records, Complete Studio Recordings; lo stesso anno è stata pubblicata un album di brani registrati dal vivo tra il 1981 e il 1983, Inmates in Images.
Successivamente allo scioglimento del gruppo, Peter e Graeme ne formarono un altro, This Kind of Punishment, con Gordon Rutherford come batterista e Andrew Frengley aggiunto come bassista, e che fu in attività fino alla fine degli anni ottanta. Graeme avrebbe quindi fondato il gruppo The Cakekitchen, mentre Peter avrebbe intrapreso una carriera da solista pubblicando diversi album.

## Discografia
Cassette autoprodotte
- 1981 - Things That Go Bunt in the Night
- 1982 - November 1981[9]

Singoli ed EP
- 1982 - Nocturnal Projections (singolo 7")[10]
- 1982 - Another Year (EP, Hit Singles)[11]
- 1983 - Nocturnal Projections (EP, Hit Singles)[12]
- 1998 - Worldview (EP, Raw Power Records)[13]

Compilation
- 1995 - Nerve Ends in Power Lines
- 2018 - Complete Studio Recordings

Live
- 2018 - Inmates in Images

## Membri
- Peter Jefferies (voce)
- Graeme Jefferies (chitarra)
- Brett Jones (basso)
- Gordon Rutherford (batteria).